# Escilo-inosamina-4-fosfato amidinotransferasa
La Escilo-inosamina-4-fosfato amidinotransferasa (EC 2.1.4.2) es una enzima que cataliza la siguiente reacción química:
L-arginina + 1-amino-1-desoxi-escilo-inositol 4-fosfato {\displaystyle \rightleftharpoons } L-ornitina + 1-guanidino-1-desoxi-escilo-inositol 4-fosfato
Por lo tanto los dos sustratos de esta clase de enzimas son la L-arginina y el 1-amino-1-desoxi-escilo-inositol 4-fosfato, mientras que sus dos productos son la L-ornitina y 1-guanidino-1-desoxi-escilo-inositol 4-fosfato.

## Clasificación
Esta enzima pertenece a la familia de las transferasas que transfieren grupos de un único carbono, específicamente a las amidinotransferasas.

## Nomenclatura
El nombre sistemático de esta clase de enzimas es L-arginina:1-amino-1-desoxi-escilo-inositol-4-fosfato amidinotransferasa. Otros nombres de uso común incluyen L-arginina:inosamina-P-amidinotransferasa, inosamina-P amidinotransferasa, L-arginina:inosamina fosfato amidinotransferasa, e inosamina-fosfato amidinotransferasa.

## Papel biológico
Esta enzima participa en la biosíntesis de la estreptomicina.

## Estudios estructurales
Hasta el año 2007 se había resuelto una única estructura terciaria para esta clase de enzimas, la cual posee el código de acceso a PDB 1BWD.